# Cruciata laevipes
Cruciata laevipes Opiz es una planta herbácea de la familia de las rubiáceas.

## Distribución
Planta de distribución eurosiberiana, que ocupa el oeste, centro y sur de Europa, extendiéndose hacia el centro sur de Rusia. En la península ibérica aparece fundamentalmente por el norte del territorio.

## Hábitat
Es una especie vegetal que forma parte de prados húmedos y herbazales sombreados en ambientes forestales (pinares, abetales, hayedos y robledales), sobre suelos ricos en materia orgánica, también nitrófilos. Ocupa a su vez orillas de manantiales o fuentes y arroyos y también en cascajos o gravas fluviales. Se encuentra en alturas de 700 a 2200 m s. n. m. Es indiferente al sustrato, aunque en Aragón es más frecuente ver la planta sobre suelos de naturaleza silícea.  Florece en primavera.

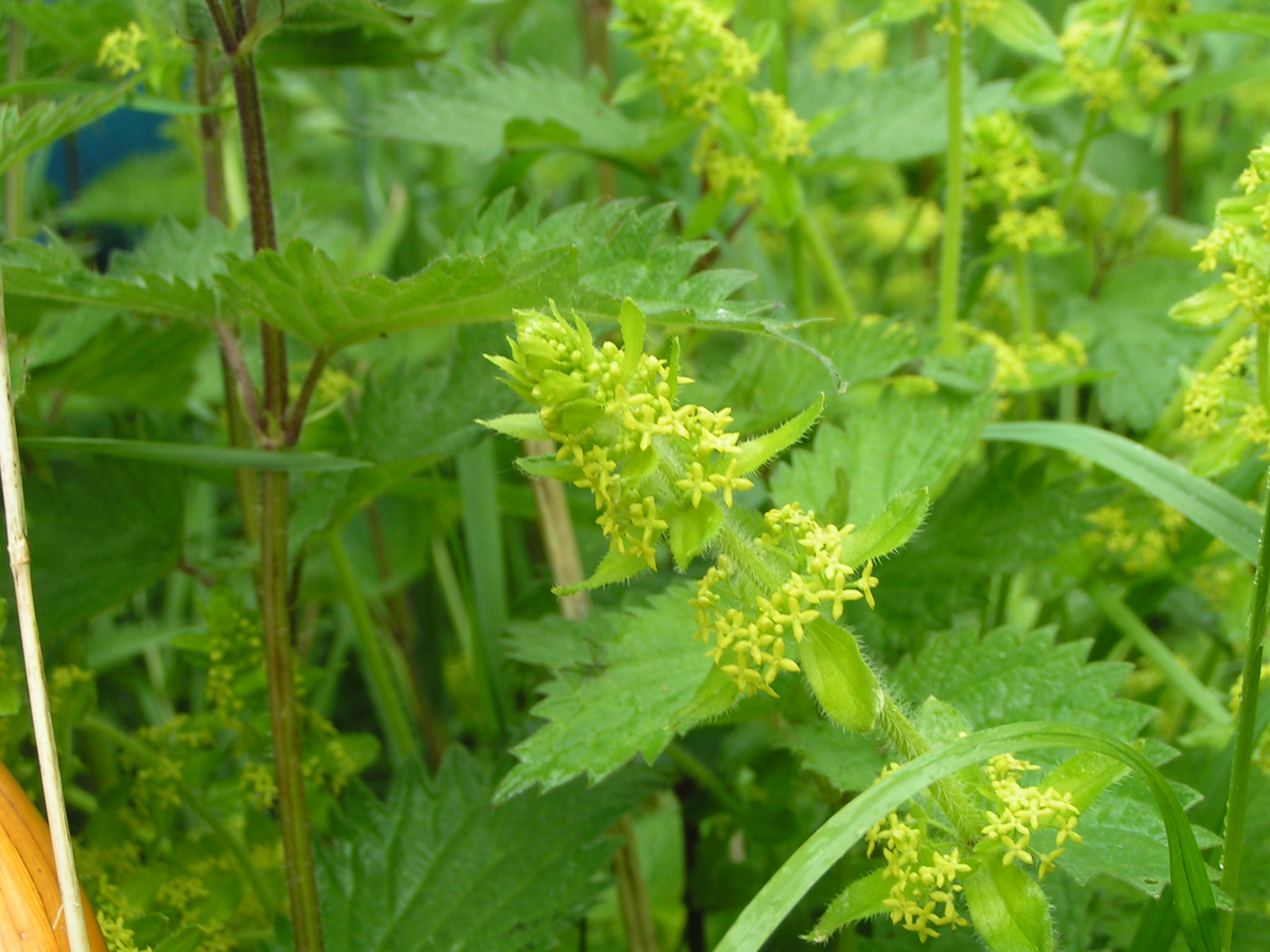
Vista de la planta

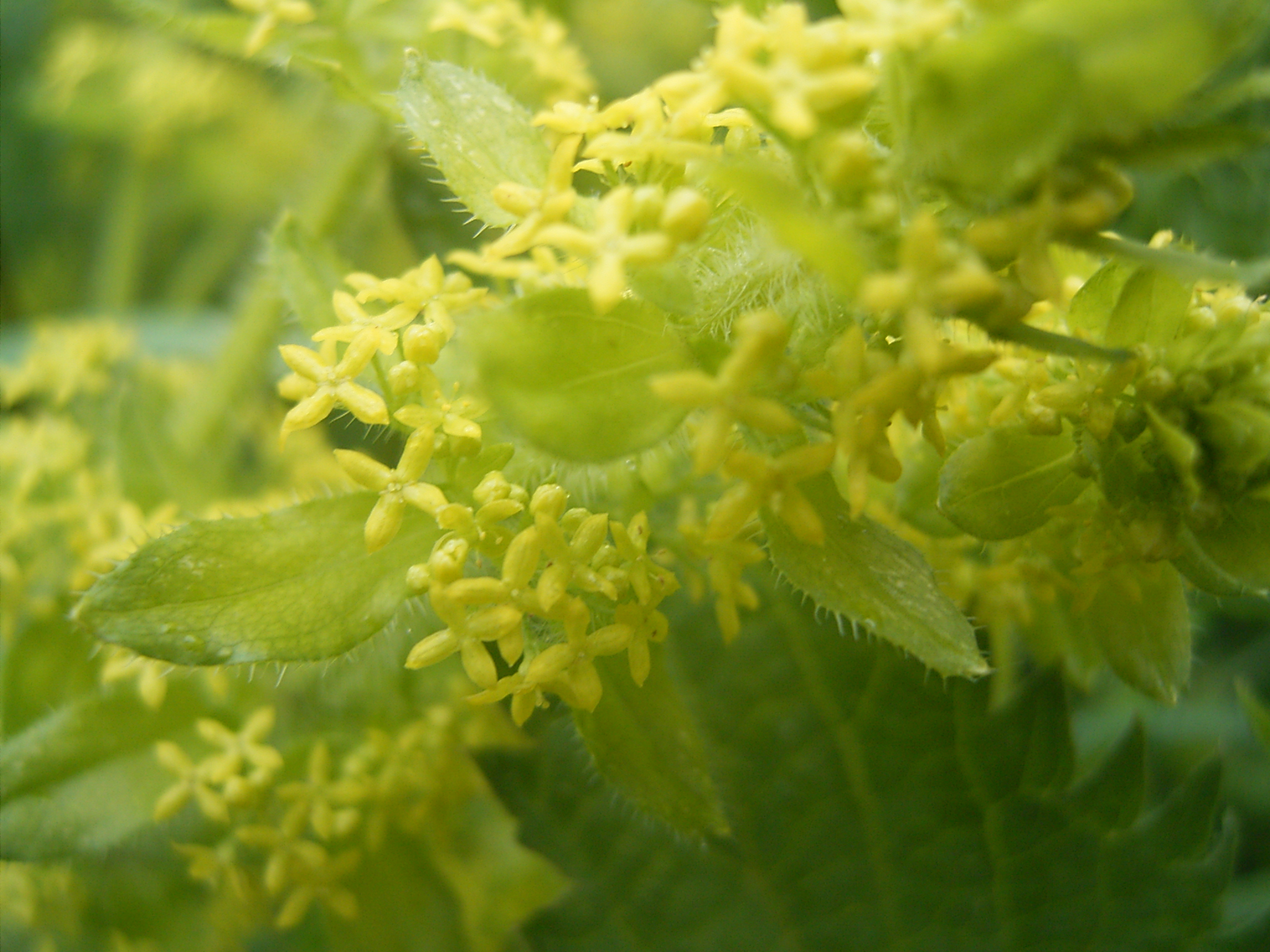
Vista de la planta

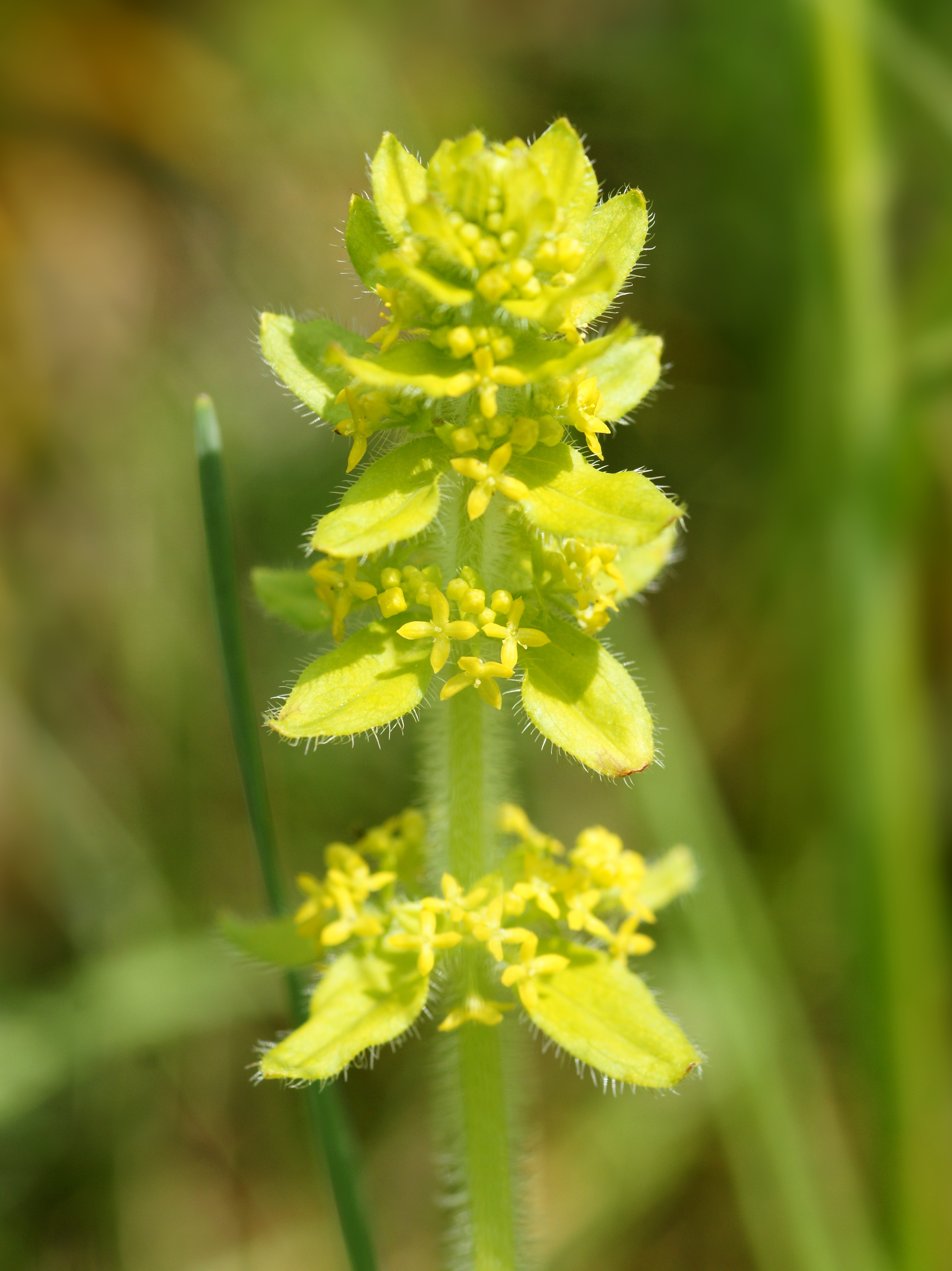
Detalle de las flores

## Descripción
Es una especie perenne que se diferencia de  Cruciata glabra (L.) Ehrend., por presentar pedúnculos pelosos, con dos brácteas foliáceas. Tallos también cubiertos de pelosidad densa y patente, con hojas ordinariamente más cortas que los entrenudos. La inflorescencia se presenta en forma de cimas axilares con más de 5 flores. 

## Taxonomía
Cruciata laevipes fue descrita por Philipp Maximilian Opiz y publicado en Seznam 34. 1852
Etimología
Cruciata: nombre genérico que significa "con forma de cruz"
laevipes: epíteto latíno que significa "con tallo liso"
Sinonimia :
- Valantia cruciata L. (1753).
- Galium cruciata (L.) Scop. (1771).
- Galium cruciata var. laevipes (Opiz) W.D.J.Koch (1843), nom. illeg.
- Rubia cruciata (L.) Baill. (1880).
- Valantia hirsuta Gilib. (1792), opus utique oppr.
- Aparine latifolia Moench (1794).
- Galium valantia G.Gaertn. (1799).
- Galium chersonense Roem. & Schult. (1818).
- Valantia ciliata Opiz ex J.Presl & C.Presl (1819).
- Galium glabrifolium Rochel (1838), nom. nud.
- Galium cruciata var. mucronata Peterm. (1846).
- Cruciata ciliata Opiz (1852).
- Cruciata hirsuta (Gilib.) Fourr. (1868).
- Galium luteocruciatum St.-Lag. (1880).
- Galium cruciata var. laxa Velen. (1899).
- Valantia crucialis Bubani (1899).
- Galium cruciata var. hirsutissimum F.Gérard ex Rouy in G.Rouy & J.Foucaud (1903).
- Galium ciliatum var. nana Dalla Torre & Sarnth. (1912).
- Galium ciliatum f. laevicaulis Rohlena (1935).
- Cruciata ciliata f. glabrifolia (Rochel) Soó (1965), nom. inval.
- Cruciata ciliata f. hirsutissima (F.Gérard ex Rouy) Soó (1965).
- Cruciata ciliata f. laevicaulis (Rohlena) Soó (1965).
- Cruciata ciliata f. laxa (Velen.) Soó (1965).
- Cruciata ciliata f. mucronata (Peterm.) Soó (1965).
- Cruciata ciliata var. nana (Dalla Torre & Sarnth.) Soó (1965).[4]

## Nombres comunes
- Castellano: creuera groga, cruceta, cruciada, cruxia de heridas, cruzada, cruzadilla, cruz de San Andrés, hierba de miel.[5]